# Hoplia susiana
Hoplia susiana är en skalbaggsart som beskrevs av Escalera 1913. Hoplia susiana ingår i släktet Hoplia och familjen Melolonthidae. Inga underarter finns listade i Catalogue of Life.